# Épimaque d'Alexandrie
Ne pas confondre avec le Paradisier de Meyer, aussi appelé epimachus meyeri.
Saint Épimaque (Epimachus en latin) est un martyr originaire de Péluse (Basse-Égypte) mort à Alexandrie, et vénéré par l’Église catholique. Sa fête personnelle est le 31 octobre, et le 12 décembre avec Alexandre (auparavant le 10 mai). Les deux sont d'habitude cités et fêtés ensemble, le 11 mars pour l'Église  orthodoxe et le 10 mars pour l'Église  arménienne. D'autre part, il est associé à saint Gordien qui fut enterré dans la crypte où les reliques de saint Épimaque avaient été déposées auparavant.

## Hagiographie

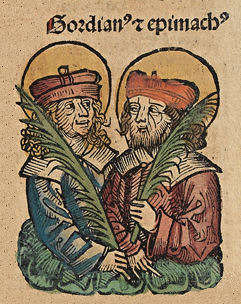
Saints Gordien et Épimaque. Illustration de la Chronique de Nuremberg.

Épimaque a subi le martyre à Alexandrie sous l’empereur  Dèce, vers 250, avec un dénommé Alexandre. Ils sont longtemps détenus, battus avec des massues, leurs chairs arrachés avec des crocs en fer, finalement brûlés à la chaux. Ses ossements ont été transportés à Rome et enterrés dans les catacombes de la Voie Latine.  Gordien, martyrisé en 362, a été enterré à côté du corps d'Épimaque qui s'y trouvait déjà. 
C'est leur proximité dans la tombe qui fait que l'on cite Gordien et Épimaque ensemble. Sa fête personnelle est le 10 mai pour l’Église catholique. 
Les reliques des deux saints sont translatées vers 773-774 par Hildegarde de Vintzgau, l'épouse de Charlemagne, à l'abbaye de Kempten. 
Les attributs d'Épimaque sont une armure, une épée, un poêle de faïence, un livre, et la palme du martyr. Des églises qui ont les deux saints comme patrons sont en Allemagne sauf la dernière :
- Aitrach
- Bingen  am Rhein
- Dietersheim
- Legau
- Merazhofen
- Frechenrieden
- Memmingerberg
- Pleß
- Niederprüm
- Rickenbach
- Stöttwang
- Unterroth
- Blevio (Italie)

## D'autres saints
Il existe plusieurs martyrs nommés Epimachus, et le peu d'information que l’on possède sur eux les font confondre. Les Bollandistes mentionnent cinq saints de ce nom :
- un martyr commémoré par l'Église grecque le 6 juillet (Acta Sanctorum, XXIX, 280)
- Epimachus et Azirianus,  martyrs vénérés par les Églises copte et abyssinienne le 31 octobre (Acta Sanctorum, LXI, 684)
- Épimaque de Péluse en Égypte, vénérés par l'Église orthodoxe d'Orient le 31 octobre (Acta Sanctorum, LXI, 704)
- Épimaque et Alexandre, martyrisés à Alexandrie durant la persécution de  Dèce, commémoré par l'Église latine le 12 décembre
- Epimachus dont le corps était à côté de celui de Gordianus; honoré à Rome le 10 mai.

La plupart des Docteurs de l'Église estiment que les deux derniers ne font qu'un, et que le corps d'Épimaque a été transporté à Rome peu avant le martyre de Gordien. Rémi De Buck (1804-1880), un érudit bollandiste, soutient que les deux Épimaque sont différents, et rejette l’idée d'une translation des reliques d'Alexandrie à Rome.